# لشکر ۱۳ زرهی (ایالات متحده آمریکا)
لشکر ۱۳ زرهی (انگلیسی: 13th Armored Division) لشکر زرهی نیروی زمینی ایالات متحده آمریکا است، که در سال ۱۹۴۲ تأسیس شد و در سال ۱۹۵۲ منحل گردید.
این لشکر در ۹ ژوئن ۱۹۴۲ در ارتش ایالات متحده تشکیل و در ۱۵ اکتبر ۱۹۴۲ در کمپ بیل، شرق ماریسویل، کالیفرنیا، فعال شد. در طول آموزش، این لشکر لقب «گربه‌های سیاه» را برای خود برگزید. این لشکر در ۲۹ ژانویه ۱۹۴۵ در لو آور، فرانسه پیاده شد. پس از انجام وظایف اشغال، این لشکر در ۵ آوریل به هومبرگ در نزدیکی کاسل نقل مکان کرد تا برای نبرد تحت فرماندهی ارتش سوم آماده شود. در آلتنکیرشن، به سپاه هجدهم هوابرد ملحق شد و برای عملیات محاصره روهر آماده شد. حمله در ۱۰ آوریل در هونف آغاز شد. پس از عبور از رودخانه زیگ در زیگبورگ، لشکر ۱۳ به سمت شمال به برگیش گلادباخ و سپس تا ۱۸ آوریل به سمت دویسبورگ و متمان پیشروی کرد.
این لشکر با حرکت به سمت جنوب به اشنائو، برای عملیات باواریایی آماده شد. لشکر سیزدهم با شروع از پارسبرگ در ۲۶ آوریل، از رودخانه رگن و سپس از دانوب در ماتینگ عبور کرد و منطقه نزدیک دانزلینگ را تصرف کرد. در ۲۸ آوریل، عناصری در پلاتلینگ نزدیک شدند و از رودخانه ایسار عبور کردند. در طول این پیشروی در جنوب آلمان، با مقاومت متوسط تا شدیدی روبرو شد. لشکر در ۲ مه به براونائو آم این، اتریش حمله کرد و پست فرماندهی در خانه‌ای که آدولف هیتلر در آن متولد شده بود، مستقر شد. یک سرپل در آن سوی این، در مارکتل ایجاد شد، اما از رودخانه عبور نکردند زیرا دستور تجمع مجدد در شمال رودخانه این، در ۲ مه، صادر شد.
آمادگی‌ها برای پیشروی‌های بیشتر پس از پایان جنگ در اروپا انجام شد. لشکر سیزدهم تا ۲۵ ژوئن در آلمان ماند و در ۱۴ ژوئیه ۱۹۴۵، لو آور فرانسه را به مقصد خانه ترک کرد.
لشکر پس از بازگشت به ایالات متحده به کمپ کوک، کالیفرنیا نقل مکان کرد. این لشکر آموزش عملیات آبی-خاکی را آغاز کرد و افراد آن می‌دانستند که احتمال شرکت آنها در حمله به سرزمین اصلی ژاپن یک راز آشکار است. پس از تسلیم ژاپن، این لشکر در ۱۵ نوامبر ۱۹۴۵ غیرفعال شد.
در ۲۰ اوت ۱۹۴۷، لشکر سیزدهم زرهی به نیروی ذخیره سازمان‌یافته (که در ۲۵ مارس ۱۹۴۸ به عنوان سپاه ذخیره سازمان‌یافته و در ۹ ژوئیه ۱۹۵۲ به عنوان نیروی ذخیره ارتش تغییر نام داد) اختصاص داده شد و با تغییر پرچم آن از لشکر نوزدهم زرهی که به منطقه ارتش ششم نیروی ذخیره سازمان‌یافته، به‌ویژه کالیفرنیا، اورگان و آریزونا اختصاص داده شده بود، فعال شد. لشکر سیزدهم زرهی در ۱ مارس ۱۹۵۲ غیرفعال شد و در ۲۵ فوریه ۱۹۵۳ از نیروی ذخیره ارتش خارج و به ارتش منظم اختصاص داده شد. در سال ۱۹۴۷، لشکر نوزدهم زرهی به درخواست کالیفرنیا به عنوان لشکر سیزدهم زرهی پرچم‌گذاری شد. در سال ۱۹۵۲، این لشکر به عنوان لشکر ۶۳ پیاده در لس‌آنجلس، کالیفرنیا پرچم‌گذاری شد و بدین ترتیب لشکر ۱۳ زرهی سرانجام غیرفعال شد.